# جزيرة مانتي الصغرى
جزيرة مانتي الصغرى وهي جزيرة من جزر إندونيسيا، وتتبع إقليم كليمنتان الجنوبية في إندونيسيا.